# Física mesoscópica

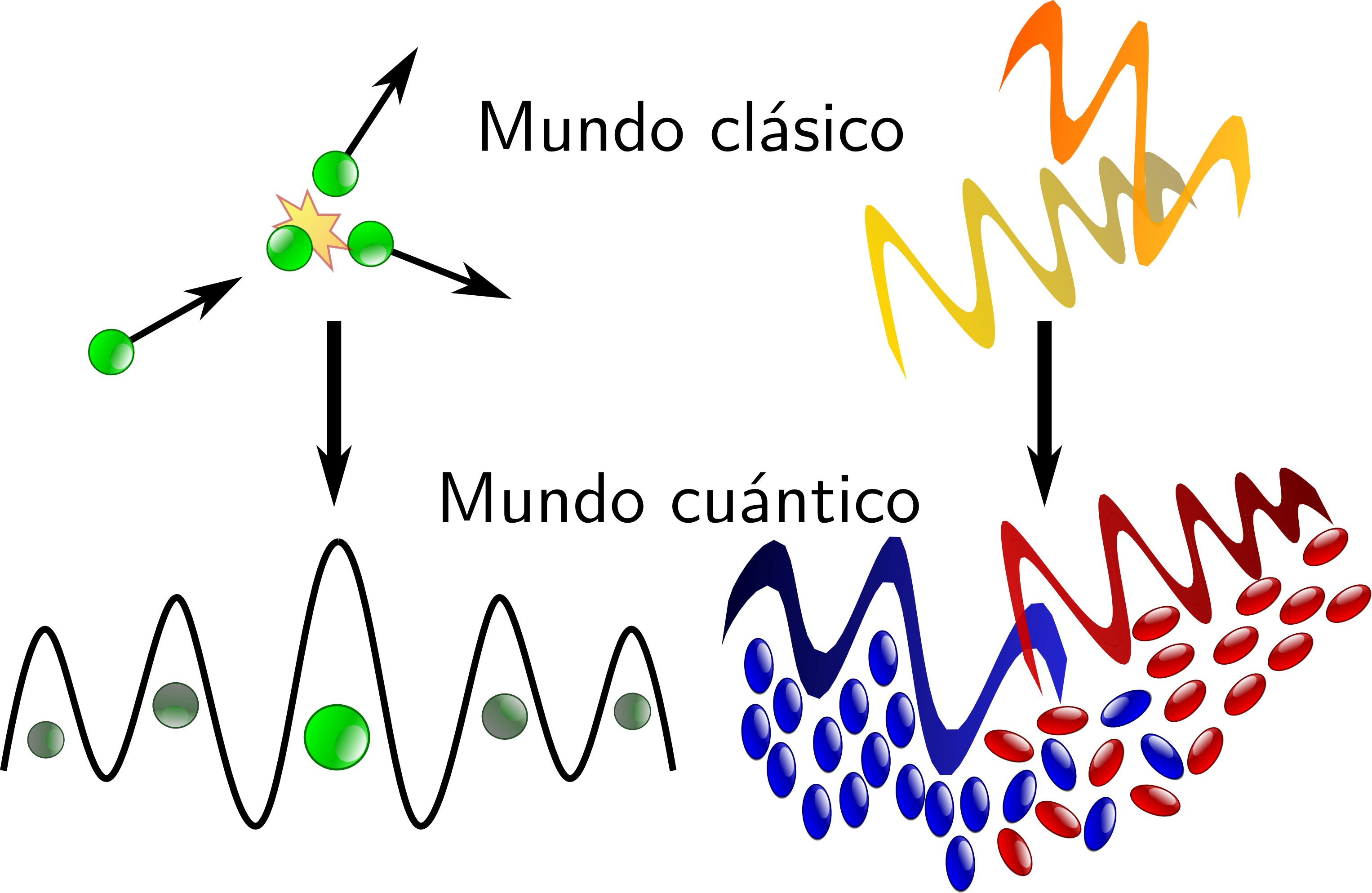
Uma representação de campos e partículas, quântica e clássica.

Em física da matéria condensada, a física mesoscópica descreve fenômenos que ocorrem em uma escala de tamanhos intermediária entre o macroscópico e o microscópico. Esta região intermediaria permite interpolar entre o regime atômico-molecular e o limite macroscópico, dominado este último pelas propriedades de volume, que são objetos usuais de estudo em física da matéria condensada.
Na escala de nanometros e dezenas de nanometros, os elétrons podem propagar-se sem sofrer espalhamento inelástico (regime balístico) e a fase da função de onda pode manter sua coerência em escala da ordem do tamanho do sistema, dando lugar aos típicos fenômenos de interferência quântica. Na física mesoscópica a característica ondulatória dos elétrons é mais evidente do que na física clássica e o processo de condução dos elétrons é melhor representado pela função de onda que os descreve. Exemplos da aplicação de sistemas mesoscópicos, os sistemas quânticos que têm dimensões maiores que a escala atômica e dimensões menores a objetos macroscópicos, são os antidots, fios e anéis quânticos e os pontos quânticos que são cavidades abertas por onde os elétrons são limitados a fluirem 
Os efeitos coerentes mais importantes em física mesoscópica são a localização fracae flutuação universal da condutância. A presença destes efeitos é devido à coerência de fase dos elétrons que é mantida durante o processo de transporte de cargas. A perda da coerência de fase ou decoerência leva ao desaparecimento desses efeitos